# Днипрорудне
Днипрорудне (на украински: Дніпрорудне) е град в Украйна, разположен във Василивски район, Запорожка област.
Към 1 януари 2011 година населението на града е 19 720 души.

## История
Селището е основано през 1961 година, през 1970 година получава статут на град.